# Francisco Javier Prado Aránguiz
Francisco Javier Prado Aránguiz (ur. 8 marca 1929 w Santiago, zm. 23 czerwca 2020 tamże) – chilijski duchowny rzymskokatolicki, w latach 1993-2004 biskup Rancagua.

## Życiorys
Święcenia kapłańskie przyjął 19 września 1953. 9 lipca 1984 został prekonizowany biskupem Iquique. Sakrę biskupią otrzymał 2 września 1984. 28 kwietnia 1988 został mianowany biskupem pomocniczym Valparaíso, a 16 kwietnia 1993 biskupem Rancagua. 23 kwietnia 2004 przeszedł na emeryturę.